# Édouard Duperroy
Édouard Duperroy (3 januari 2001) is een Belgisch basketballer.

## Carrière
Dupperroy speelde in de jeugdopleiding van CFWB waar hij bleef tot in 2020. In 2020 ging hij spelen voor eersteklasser Liège Basket, na drie seizoenen waarbij hij van tijd tot tijd de kans kreeg in de eerste ploeg maakte hij de overstap naar Limburg United. Hij speelde in het seizoen 2023/24 enkel voor de tweede ploeg van Limburg. In 2024 ging hij spelen voor derdeklasser Ninane Basket Promotion.